# Apple Watch Series 1
Apple Watch Series 1 è un modello di Apple Watch prodotto dalla Apple.
Si tratta di un rinnovamento del predecessore Apple Watch di prima generazione del quale è considerato un successore e un predecessore diretto dell'Apple Watch Series 2, anche se presentato lo stesso giorno durante il keynote del 7 settembre 2016, tenutesi presso il Bill Graham Civic Auditorium di San Francisco, assieme all'iPhone 7 e all'iPhone 7 Plus.